# ЕЛ21
Электровоз ЕЛ21 (нем. EL21) — промышленный электровоз постоянного тока, строившийся в ГДР на локомотивостроительном заводе Ганс Баймлер (нем. Lokomotivbau Elektrotechnische Werke) для предприятий Советского Союза.

## История
Конструктивно электровоз ЕЛ21 (EL21) представляет собой развитие электровоза ЕЛ1 (EL1), ранее выпускавшегося этим же заводом для СССР. По сравнению со своими предшественниками новые локомотивы надёжнее в работе в тяжёлых климатических условиях.
Строились электровозы с 1981 по 1986 гг.
Эксплуатируются ЕЛ21 по настоящий момент (на 2016 год) на путях промышленных предприятий, в карьерах и т. п., в т. ч. в качестве «толкателя» (без машиниста в кабине).

## Конструкция
Шестиостный промышленный электровоз постоянного тока EL-21 предназначен для работы на открытых горных разработках. Электровоз предусмотрен также для управления одним машинистом, без помощника. Он состоит из двух секций на трех тележках с опирающимися на них секциями кузова.
Двухосные сочленённые тележки выполнены сварной конструкции. Они подрессорены с комбинированными листовыми и винтовыми пружинами и соединены друг с другом короткой  сцепкой. Межтележечные сочленения передают тяговые и тормозные усилия между тележками, также выполняют функции возвращающих устройств и являются точками опоры концевых тележек. Концевые тележки одинаковые и имеют сбалансированное рессорное подвешивание, а средняя несбалансированное. С наружной торцевой стороны передней и задней тележек в середине установлены автосцепки. Колеса расположены между боковинами рам тележек и ведутся в буксовых роликовых подшипниках, расположенных снаружи на боковых накладках в вырезах рам тележек.
Кузов электровоза вагонного типа двухсекционный, кабины каждой секции несколько  смещены к центру для обеспечения безопасности локомотивной бригады при возможных столкновениях.. Каждая секция кузова состоит из сварной рамы, на которой расположены скос, кабина машиниста и машинные отделения с центральным коридором и опирается на две тележки (концевую и среднюю) с помощью двух центральных и четырёх боковых опор. Над кабинами расположены центральные и боковые токоприемники. Секции соединены друг с другом гармошкой с переходным мостиком так, чтобы из одной кабины можно было пройти в другую также и во время движения электровоза.
В каждой кабине машиниста с правой стороны по ходу движения электровоза установлен пульт, с необходимой для управления и контроля, за работой электровоза аппаратурой. Электрические аппараты и машины, а также пневматическое оборудование, расположены в скосах и машинных отделениях.
Каждая секция опирается по продольной оси электровоза жестко на два шкворня и по бокам с помощью листовых и винтовых пружин на одну наружную и среднюю тележки.
Тормозное оборудование состоит из автоматического пневматического тормоза двойной тяги, электрического реостатного тормоза и ручного тормоза. Для производства сжатого воздуха предусмотрены два компрессора  КТ-6 с приводом от электродвигателей постоянного тока.
Электровоз приводится в движение шестью тяговыми двигателями с независимой вентиляцией. Передача крутящего момента на оси осуществляется через двухстороннюю зубчатую передачу.
Питание электрооборудования осуществляется через токоприемники с пневматическим приводом. На крыше каждой кабины машиниста расположены центральный токоприемник для съёма напряжения с центрального контактного привода и два боковых поворотных токоприемника для снятия напряжения с боковой контактной сети во время погрузки вагонов.
Управление тяговыми двигателями осуществляется через электропневматические контакторы высокого напряжения, которые управляются током управления от кулачкового вала контроллера машиниста.
Все коммутационные устройства, контрольные лампы и измерительные приборы, необходимые для электроуправления электровозом, расположены на пульте управления.
Пуско-тормозные резисторы принудительного охлаждения. Решетки-резисторы изготовлены из специального чугуна.
Двигатели вспомогательных машин - вентиляторов и компрессоров - питаются высоким напряжением и включаются в цепь через демпфирующие резисторы высоковольтными контакторами.
Кабины машиниста и высоковольтные камеры оснащены электрическим отоплением.
Для питания приборов управления и освещения, а также для зарядки аккумуляторной батареи предусмотрен умформер (генератор).
Электровоз оснащен дополнительным оборудованием: устройством бдительности (ЗИФА), в одной из кабин электроплитой, вентиляторами кабины машиниста, электрически обогреваемыми лобовыми стеклами, термосом для пищи, контактами для ввода электровоза в депо, крьшевыми прожекторами.
Описание схемы и функции электрооборудовании и цепи управления выполнено на основе предложенных принципиальных схем.

ТЕХНИЧЕСКИЕ ДАННЫЕ.
Осевая формула                                                                                                          20+20+20
Сцепной вес                                                                                                 
1,57 МН (150т)- 3%

Ширина колеи                                                                                                                1524 мм
Максимально допустимая скорость движения                                                      65 км/час
Номинальное напряжение в контактной сети                                                          1,5 кВ
Допустимое напряжение в контактной сети на токоприемнике               .                                                                                                                                   .                                                                                                                                        +20,-30%
Максимальная сила тяги при  трогании  с места при коэффициенте сцепления = 0,33                                    471 кН (48т) ± 6%

Длина электровоза по осям автосцепок                                                               21 320 мм  

Высота от головки рельса до верхней
грани, отделение резисторов                                                                            4850 мм, 3150 мм       

Наименьший радиус кривых, проходимых со скоростью движения 5 км/час                                           80 м

Высота автосцепки над головкой рельса при новых бандажах колес 1040 - 1070 мм

Наибольшая высота центрального контактного провода от головки рельса 6800мм

Наименьшая высота центрального контактного провода от головки рельса 5100мм

Наибольшая высота бокового контактного провода от головки рельса         5300мм

Наименьшая высота бокового контактного провода от головки рельса         4400мм

На расстояние бокового контактного провода от оси пути                          2700 - 3600 мм
Система управления тяговыми двигателями                                                контакторная
Число экономических ходовых позиций                    3